# Maria Aniela Krasicka
Maria Aniela Krasicka z Brzostowa z domu Brzostowska herbu Strzemię (ur. 13 sierpnia 1816 w Bobulińcach, zm. 7 marca 1903 w Lisku) – polska hrabianka, właścicielka dóbr ziemskich, działaczka społeczna.

## Życiorys

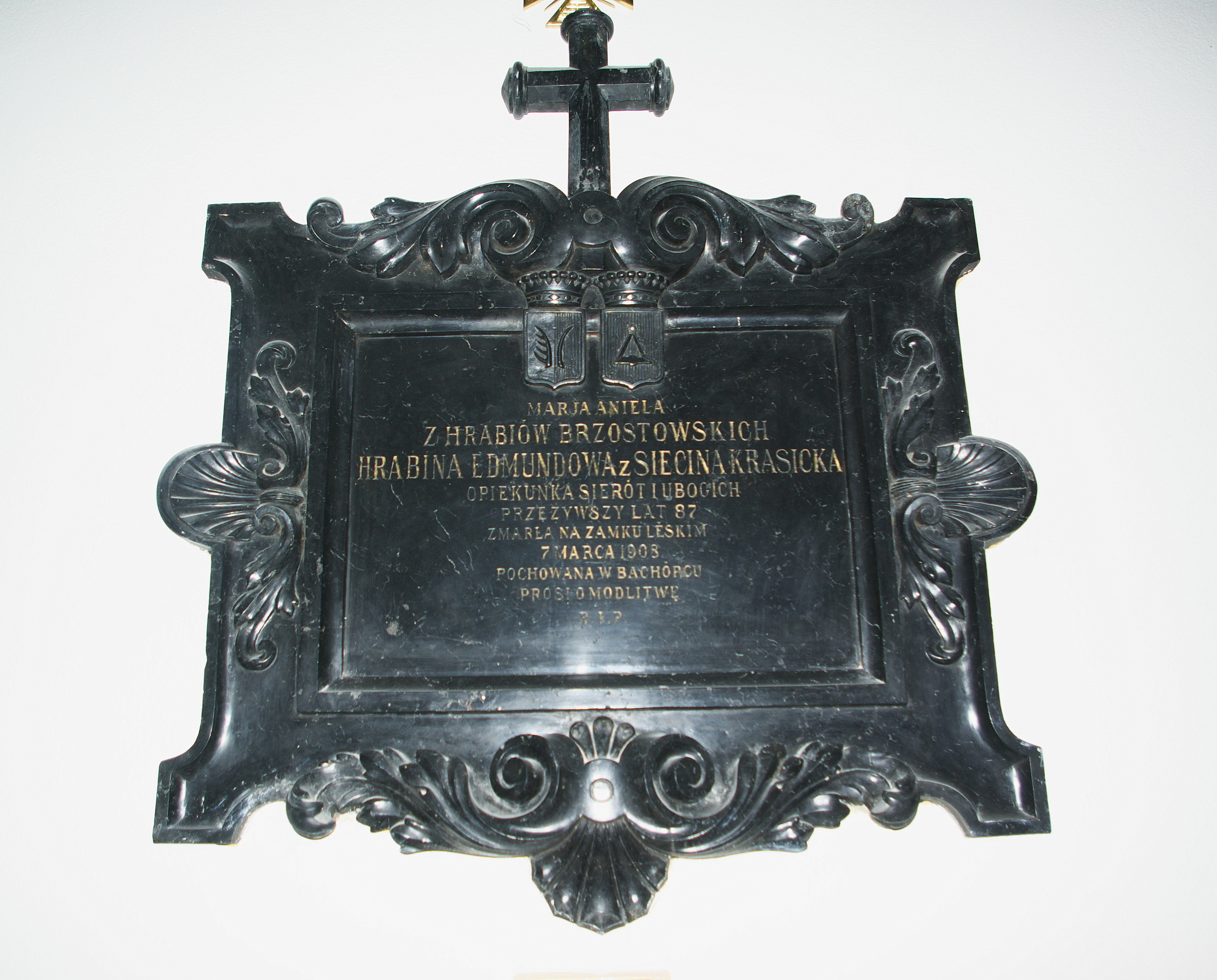
Epitafium Marii Anieli Krasickiej w kościele leskim

Maria Aniela z hrabiów Brzostowskich (powszechnie bywała określana jako Aniela) urodziła się 13 sierpnia 1816 w Bobulińcach. Była córką hr. Michała Brzostowskiego z Mołotkowa (1782-1852) i hr. Konstancji Krasickiej herbu Rogala z Liska (zm. 1879). Miała siostrę Malwinę (żona ks. Marcina Sapiehy). 
Po rodzicach została dziedziczką dóbr Stratyn (w tym tamtejszy zamek), Białozórka (w tym tamtejszy pałac), Bobulińce, Kujdanów.
9 lutego 1836 we Lwowie poślubiła hr. Edmunda Krasickiego (1808-1894), oficera i właściciela ziemskiego, z którym zamieszkiwała na zamku w Lisku. Ich dziećmi byli Michał (1836-1917), Maria (1837-1855), Ignacy (1839-1924), Stanisław (1842-1887, właściciel dóbr Stratyn, nie założył rodziny).
Opiekowała się sierotami i ubogimi. Została odznaczona papieskim medalem Pro Ecclesia et Pontifice.
Zmarła 7 marca 1903 na zamku Lisku w wieku 87 lat. 
Edmund i Maria Aniela Krasiccy zostali upamiętnieni osobnymi epitafiami, ustanowionymi w kościele w Lesku. Według inskrypcji na nich umieszczonych oboje zostali pochowani w Bachórzcu.